# French Connection (cocktail)
Pour les articles homonymes, voir French Connection (homonymie).
Un French Connection est un cocktail officiel de l'IBA, à base de cognac et d'amaretto. Son nom est dérivé du film French Connection. C'est une variante du cocktail Godfather, à base de scotch whisky et d'amaretto (inspiré de la série de films Le Parrain).

## IBA
La recette de l'International Bartenders Association (IBA) est composée de :
- 35 ml de cognac
- 35 ml d'amaretto

Mélanger les ingrédients à la cuillère, avec des glaçons, et servir « on the rocks » dans un verre à cognac (ou dans un verre old fashioned).

## Variantes
- Godfather : scotch whisky et amaretto